# Jakub Andrzejczak
Jakub Andrzejczak (ur. 13 czerwca 1998) – polski lekkoatleta, skoczek w dal i trójskoczek.
Finalista mistrzostwa świata juniorów (2016) i wicemistrz Europy juniorów (2017) w skoku w dal. Wielokrotny złoty medalista mistrzostw Polski juniorów i juniorów młodszych. 12 lutego 2017 ustanowił nowy halowy rekord Polski juniorów w trójskoku należący wcześniej od 1999 roku do Michała Joachimowskiego. Od 2018 student amerykańskiego Florida State University. 

## Osiągnięcia
| Rok  | Impreza                     | Miejsce   | Konkurencja | Pozycja    | Wynik  |
| ---- | --------------------------- | --------- | ----------- | ---------- | ------ |
| 2016 | Mistrzostwa świata juniorów | Bydgoszcz | Skok w dal  | 8. miejsce | 7,45 m |
| 2017 | Mistrzostwa Europy juniorów | Grosseto  | Skok w dal  | 2. miejsce | 8,02 m |

## Rekordy życiowe
- Trójskok – 15,95 m (2017) halowy rekord Polski juniorów.
- Skok w dal – 8,02 m (2017) 2. wynik w historii polskiej lekkoatletyki juniorów.